# Steve McMichael
Steve „Mongo“ McMichael (* 17. Oktober 1957 in Houston, Texas; † 23. April 2025 in Joliet, Illinois) war ein US-amerikanischer American-Football-Spieler in der National Football League (NFL) und ehemaliger Wrestler. Er war von 2007 bis 2013 Trainer des Teams Chicago Slaughter in der Continental Indoor Football League, einer Hallenvariante des American Football.

## Karriere

### American Football
McMichael wurde im NFL Draft 1980 von den New England Patriots in der dritten Runde als 73. Spieler ausgewählt, wechselte aber bereits im nächsten Jahr als Free Agent zu den Chicago Bears, für die er zwölf Jahre spielte. In dieser Zeit errang McMichael, der auf der Position des Defensive Tackles eingesetzt wurde, mit seiner Mannschaft den Super Bowl der Saison 1985 (Super Bowl XX). 1986 und 1987 wurde er in den Pro Bowl gewählt. Ab 1990 reduzierten die Chicago Bears, bei denen McMichael 101 Spiele in Folge in der Startaufstellung gestanden hatte, seine Spielzeit. Die Saison 1994 spielte McMichael noch bei den Green Bay Packers, bevor er seine Karriere als Footballer beendete.

### Wrestling
1995 erschien McMichael bei einer Sendung der Wrestlingpromotion World Wrestling Federation (WWF) als Gastkommentator und beim Pay-Per-View Wrestlemania XI neben anderen Footballern als „Lumberjack“ bei einem Lumberjack-Match zwischen dem Wrestler Bam Bam Bigelow und dem ehemaligen Footballer Lawrence Taylor. Weitere Auftritte bei der WWF erfolgten nicht, stattdessen erschien McMichael 1995 bei deren Konkurrenten World Championship Wrestling (WCW) als Kommentator, der mit dem Stammkommentator Bobby „The Brain“ Heenan über das Ringgeschehen lästerte. Seine Darbietung als Kommentator brachte ihm die Auszeichnung eines „Worst Television Announcers“ in der Wrestlingzeitschrift Wrestling Observer Newsletter Dave Meltzers ein.
Im April 1996 wurde McMichaels aktive Karriere als Wrestler eingeleitet, indem Ric Flair während einer Show mit McMichaels Ehefrau Debra McMichael zu flirten begann. Im Zuge dieser Storyline forderte McMichael Flair und dessen Tag-Team-Partner Arn Anderson, zwei Mitglieder des Stables Four Horsemen, zu einem Tag-Team-Match heraus, in dem McMichaels Partner der Footballer Kevin Greene sein sollte. Das Match, das beim Pay-Per-View „Great American Bash“ stattfand, endete damit, dass McMichael im Ring wie geplant die Seite wechselte und als neues Mitglied der Horsemen Kevin Green „attackierte“. Als Wrestler unterstützte McMichael die anderen Mitglieder der Horsemen bei deren Fehde und hatte eine Einzelfehde mit Jeff Jarrett, bei der es storylinemäßig um dessen Avancen an Debra McMichael und den Platz eines vierten Horsemen ging. Bei zwei Pay-Per-Views bestritt McMichael Wrestlingmatches gegen aktive Footballer, einmal gegen Reggie White und einmal gegen Kevin Greene.
Der Höhepunkt von McMichaels Wrestlingkarriere war der Gewinn der WCW United States Heavyweight Championship, die er im August 1997 von Jeff Jarrett übernahm. Drei Wochen später musste er den Titel im Rahmen der Storyline der Auflösung der Four Horsemen an Curt Hennig weitergeben, der in der Storyline die Horsemen „verraten“ hatte. McMichael bestritt danach Kämpfe gegen Mitglieder eines Stables, das von seiner Ehefrau Debra gemanagt wurde, wobei die Promotion die realen Eheprobleme des Paares, das 1999 geschieden wurde, aufgriff. McMichael wirkte noch an einer Neugründung der Four Horsemen 1999 mit, bevor er sich, ungefähr zeitgleich mit der Scheidung von Debra McMichael, aus dem Wrestling verabschiedete.

## Erfolge

### American Football
- Sieger im Super Bowl XX mit den Chicago Bears
- zwei Berufungen in den Pro Bowl

### Wrestling
- WCW United States Heavyweight Champion (1×)

## Tod
McMichael starb am 23. April 2025 im Alter von 67 Jahren.

## Einzelnachweis
1. ↑  CBS Chicago: Steve McMichael, Hall of Famer Chicago Bears icon, dies at 67. In: cbsnews.com. 23. April 2025, abgerufen am 24. April 2025 (englisch).